# Preponski svod
Preponski svod ili preponski svod (također poznat kao dvostruki ili križni svod) nastaje presjekom pod pravim kutom dvaju bačvastih svoda. Riječ "prepone" odnosi se na rub između svodova koji se sijeku. Ponekad su lukovi preponskih svodova šiljasti umjesto okrugli. U usporedbi s bačvastim svodom, preponski svod pruža dobru ekonomiju materijala i rada. Potisak je koncentriran duž prepona ili uzdignuća (četiri dijagonalna ruba formirana duž točaka gdje se sijeku bačvasti svodovi), tako da se svod treba oslanjati samo na svoja četiri ugla.
Konstrukciju preponskog svoda prvi su koristili Rimljani, ali je zatim pala u relativnu zaborav u Europi sve do ponovnog oživljavanja kvalitetne kamene gradnje koju su donijele karolinška i romanička arhitektura. Zamijenili su ga fleksibilniji rebrasti svodovi gotičke arhitekture u kasnijem srednjem vijeku. Teško ga je uredno konstruirati zbog geometrije križnih udubljenja (obično eliptičnog presjeka), preponski svod zahtijevao je veliku vještinu u rezanju kamena kako bi se formirao uredan utor. Ova poteškoća, uz oplatu potrebnu za izradu takvih konstrukcija, dovela je do toga da je rebrasti svod zamijenio preponski svod kao preferirano rješenje za ograđivanje prostora u gotičkoj arhitekturi.
Metoda gradnje bila je osobito uobičajena na razini podruma, kao što je dvorac Myres u Škotskoj, ili na razini prizemlja za skladišta kao što je dvorac Muchalls u Škotskoj.

## Povijest
Dok je bačvasti svod bio češći od preponskog svoda u vrlo ranoj arhitekturi, uključujući rimsku i čak ranije civilizacije, Rimljani su naširoko razvili preponski svod za primjenu u raznim strukturama, od kojih su neke imale značajne širine raspona. Međutim, prvi preponski svod u Europi konstruirao je u Delfima kralj Attalos I od Pergamona negdje između 241. i 197. pr. Kr., vrlo vjerojatno 223. pr. Kr. Njihova primjena preponskih svodova na golemim dvoranama poput frigidarija u Karakalinim i Dioklecijanovim termama postala je vrlo utjecajna u crkvenoj arhitekturi u srednjem vijeku. Težnje građenja crkava tada su dosegle svoj zenit, a preponski svod je agresivno provođen zbog svoje sposobnosti stvaranja snage, bez masivnih potpornih formacija; osim toga, dao je crkvenim arhitektima lijek za prigušeno osvjetljenje svojstveno dizajnu bačvastog svoda, budući da je bačvasti svod morao minimizirati fenestraciju kako bi zadržao odgovarajuću čvrstoću.
Građevinski inženjeri 20. stoljeća proučavali su statičke sile naprezanja dizajna preponskog svoda i potvrdili predviđanje Rimljana u učinkovitom dizajnu za postizanje višestrukih ciljeva minimalne upotrebe materijala, širokog raspona konstrukcije, sposobnosti postizanja bočnog osvjetljenja i izbjegavanja bočna naprezanja. Temeljni moderni dizajn najveća je europska željeznička stanica, Hauptbahnhof u Berlinu, koja ima ulaznu zgradu s dizajnom preponskog svoda prekrivenog staklom.

## Usporedba s drugim dizajnima svoda
|  |  |

Konstrukcija preponskog svoda može se najjednostavnije razumjeti vizualizacijom dvaju bačvastih sekcija svoda pod pravim kutom koji se stapaju u kvadratnu jedinicu. Rezultirajuća četiri rebra prenose opterećenje naprezanja na četiri kuta ili stupova. Složeniji preponski svod je intrinzično jača konstrukcija u usporedbi s bačvastim svodom, budući da struktura bačvastog svoda mora počivati na dugim zidovima stvarajući manje stabilan bočni napon, dok konstrukcija preponskog svoda može usmjeravati naprezanja gotovo čisto okomito na stupove. Uobičajena povezanost sa svodom u srednjovjekovnim katedralama uključuje lađu bačvastog svoda s transeptima u obliku svoda. Rebrasti svodovi nalikuju preponskim svodovima, ali uvode strukturna rebra koja se protežu uz kutove koji nose veći dio težine, što omogućuje mnogo veće varijacije proporcija.

## Primjeri
- Karakaline terme, Rim, Italija, rano 3. stoljeće nove ere, 32,9 metara visoka konstrukcija s žljebovima[9]
- Palatinska kapela Karla Velikog u Aachenu, Njemačka
- Santa Maria Maggiore di Firenze, Firenca, Italija, crkva iz 11. stoljeća[10]
- Bazilika Sant'Ambrogio, Milano, Italija
- Stara katedrala u Coimbri, Coimbra, Portugal, bočne lađe, 12. stoljeće
- Dvorac Muchalls, Škotska, prostorije u prizemlju iz 14. stoljeća
- Sve rane ruske palače, uključujući Palaču faseta (1487–91)
- Crkva svetog Tripuna na imanju Ivana III u predgrađu Naprudnoe, blizu Moskve, 1490-e
- Tri crkve Rostovskog kremlja, 1670-ih i 1680-ih
- Exchange and Provost (Provost Dungeon), Charleston, Južna Karolina, 1771
- Kovnica novca New Orleans, New Orleans, Louisiana, 1838
- Aztec Center San Diego State, San Diego, Kalifornija, 1968. sada srušen.
- Basilica Minore de San Sebastián u Quiapu, Manila, Filipini.

## Vanjske poveznice
- Groined Vaulting . New International Encyclopedia. 1905